# ローランド・SH-101
SH-101は、ローランドから1983年に発売された廉価版シンセサイザー。ショルダーキーボードとしても使えるPOPなイメージを前面に出したシンセ。

## 主な仕様
仕様は1VCO→1VCF→1VCA、1LFOというシンプルな構成となっており、通信教育の教材にも使われた。VCOにはProphet-5等、アナログシンセサイザーのハイエンド機種同様Curtis Electronics社製CEM3340が使われている。
外部インターフェースはCV/GATE方式となっており、内蔵の100ステップシーケンサーで外部のシンセサイザーモジュールをコントロールすることもできる。コンバーターがあれば外部MIDIシーケンサーで演奏可能。
電源はACアダプタまたは単2乾電池6本で動作する。アクティブに使用できるアナログ・シンセサイザー。

## カラーリング

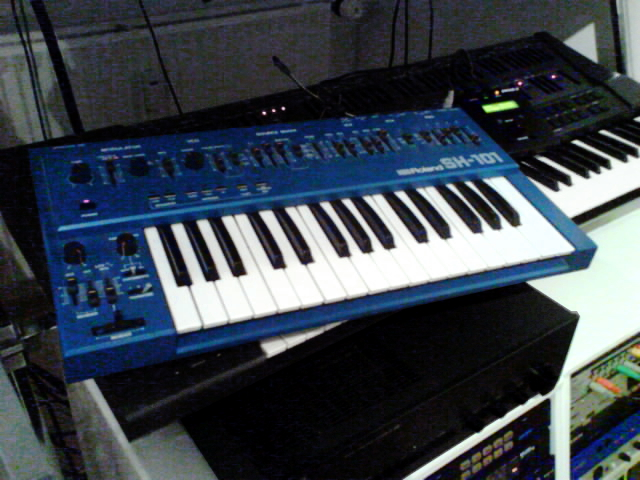
SH-101(青)

標準のグレーの他レッド、ブルーのボディカラーヴァリエーションがあり、当時としては斬新であった。

## 音色の特徴
音色は明るく輪郭のクッキリとしたサウンド。鋭いアタックと切れの良いディケイが特徴でテクノなどには最適。パーカッション・シンセとしても重宝する。SH-101と同じ音源を搭載したシーケンサー付き作曲ツールとして、MC-202がある。

## 主なユーザー
主なユーザーとして、元NENAのウヴェ・ファーレンクローク＝ペーターゼン、プロディジー、チャーリー・プースらがおり、ライブ映像やプロモーションビデオでも確認できる。また河合奈保子も発売直後にレッドのショルダー仕様をコンサートや一部テレビ出演の際に使用した。これもライブビデオ「愛のコンサート」で確認できる。